# Vườn quốc gia Kennedy Range
Vườn quốc gia Kennedy Range là một vườn quốc gia ở vùng Gascoyne của Western Australia (Australia), cự ly khoảng 830 kilômét (520 mi) về phía bắc Perth và khoảng 150 km (93 mi) về phía đông Carnarvon.
Dãy núi Kennedy nằm ở rìa của khu vực lưu vực sông Gascoyne và là một cao nguyên phong hóa kéo dài khoảng 150 km (93 mi) về cơ bản thành một mesa khổng lồ. Những vách đá sa thạch ngoạn mục có thể được tìm thấy ở phía nam và phía đông của dải được chia cắt bởi các hẻm núi dốc có độ cao lên tới 100 mét (330 ft).
Dãy núi đã tạo thành một đường biên giới tự nhiên cho hai dân tộc thổ dân Úc, Maia và Malgaru. Những suối nước thiên nhiên nằm ở rìa dãy núi cung cấp địa điểm săn bắn thể thao và các tảng đá của cây chert cung cấp đá cho chế tác các dụng cụ. Hơn 100 địa điểm cung cấp bằng chứng cho thấy những chủ nhân truyền thống sống ở khu vực này trong hơn 20.000 năm trước khi giải quyết ở châu Âu.
Người châu Âu đầu tiên khám phá khu vực này là Francis Thomas Gregory, người có cuộc thám hiểm của ông đã đến dãy núi này vào năm 1858. Gregory đã đặt tên vùng này sau khi thống đốc bang Tây Úc vào thời đó là Arthur Edward Kennedy. Ông cũng đặt tên con sông Lyons gần đó trong cuộc thám hiểm tương tự trước khi tiếp tục đến Mount Augustus. Các nhà chăn nuôi đã đến khu vực này ngay sau đó với Charles Brockman thành lập trạm Boolathana vào năm 1877 và khu vực này đã thành công trong sản xuất len cho đến những năm 1930 khi tình trạng quá tải, hạn hán và trầm cảm lớn đã khiến hầu hết các doanh nghiệp phải thất bại.
Các thung lũng và vùng đồng bằng trong dãy núi đã bị xuống cấp nghiêm trọng nhưng dãy núi chỉ bị hư hại nhẹ do hoạt động mục vụ. Khu vực đã được khám phá về khoáng sản nhưng chưa được khai thác.
Vườn quốc gia này đã được công bố chính thức vào năm 1993 và có một số tiện ích cho du khách. Một nhà vệ sinh bush và các khu cắm trại được đặt tại Temple Gorge, nhưng nó được lên kế hoạch để xác định lại vị trí trại này. Có nhiều con đường đi bộ trong công viên nhưng không có nước. Vào vườn quốc gia này miễn phí nhưng cắm trại phải nộp phí.
Một thời gian phổ biến để tham quan công viên là sau mưa lớn khi hoa dại nổi lên. Hơn 80 loài hoa dại được biết đến sống trong công viên bao gồm Mulla Mulla,, Hugeas, Eremophilas, Calytrix, Verticordia và các loài hoa.